# Schizomitrium perrotii
Schizomitrium perrotii là một loài Rêu trong họ Hookeriaceae. Loài này được (Renauld & Cardot ex Paris) Ochyra mô tả khoa học đầu tiên năm 1982.